# José Pedro de Carvalho

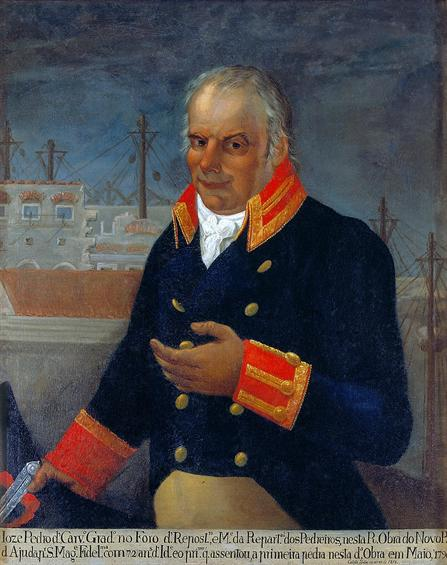
Retrato de José Pedro de Carvalho (1818), por Bartolomeu António Calisto.

José Pedro de Carvalho (1746 — 1.ª met. séc. XIX) foi o Mestre da Repartição dos Pedreiros durante a construção do Paço Real de Nossa Senhora da Ajuda, em Lisboa, Portugal.
José Pedro de Carvalho teve a distinção de ter sido a pessoa que assentou a primeira pedra do palácio quando as obras começaram, em maio de 1796.